# Claudia Galli
Claudia Josefina Galli Concha es una actriz sueca, más conocida por haber interpretado a Lina Svensson en la serie Svensson Svensson, a Jonna Wetterström en Starke man y a Erica Falck en la serie Los crímenes de Fjällbacka.

## Biografía
Tiene herencia italiana. Es hija de Anita Elisabet Bornebusch Galli, su media hermana es la diseñadora de producción Marie Cecilia "Cian" Bornebusch. Su sobrina es la actriz sueca Josephine Bornebusch.
En 2002 se casó con el actor Johan Svangren; sin embargo, después de dos años la pareja se divorció en 2004. Comenzó a salir con Christopher Taylor, pero la relación terminó en 2010. El 25 de agosto de 2012, se casó con el director y escritor Manuel Concha, con quien tiene una hija, Chloe Concha.

## Carrera
En 2005 apareció en el comercial de televisión de "ICA" junto con la personalidad de radio Paul Tilly en Suecia. En 2007 se unió al elenco principal de la serie de televisión de comedia Svensson Svensson, donde interpretó a la cirujana veterinaria Lina Svensson hasta 2008.
En 2010 se unió al elenco de la serie Starke man, donde dio vida a Jonna Wetterström hasta 2011. En 2012 se unió al elenco principal de la película Fjällbackamorden: I betraktarens öga, donde interpretó por primera vez a la escritora de novelas detectivescas Erica Falck. En 2013 interpretó nuevamente a Erika en las películas Fjällbackamorden: Vänner för livet, Tyskungen, Fjällbackamorden: Havet ger, havet tar, Fjällbackamorden: Strandridaren y finalmente en Fjällbackamorden: Ljusets drottning.

## Filmografía

### Películas
| Año  | Título                                 | Personaje   | Notas |
| ---- | -------------------------------------- | ----------- | --- |
| 2013 | Fjällbackamorden: Ljusets drottning    | Erika Falck | junto a Richard Ulfsäter, Ann Westin, Lennart Jähkel, Sven-Bertil Taube, Eva Fritjofson y Henny Lundgren |
| 2013 | Fjällbackamorden: Strandridaren        | Erika Falck | junto a Richard Ulfsäter, Eva Fritjofson, Pamela Cortes Bruna, Lennart Jähkel, Jens Hultén y Ann Westin  |
| 2013 | Fjällbackamorden: Havet ger, havet tar | Erika Falck | junto a Richard Ulfsäter, Eva Fritjofson, Pamela Cortes Bruna, Lennart Jähkel, Ann Westin y Simon Brodén |
| 2013 | Tyskungen                              | Erika Falck | junto a Richard Ulfsäter, Amalia Holm, Jakob Oftebro, Kim Solfeldt y Edvin Endre                         |
| 2013 | Fjällbackamorden: Vänner för livet     | Erika Falck | junto a Richard Ulfsäter, Eva Fritjofson, Pamela Cortes Bruna, Lennart Jähkel y Ann Westin               |
| 2012 | Fjällbackamorden: I betraktarens öga   | Erika Falck | junto a Richard Ulfsäter, Ellen Stenman Göransson, Pamela Cortes Bruna, Lennart Jähkel y Matias Varela   |
| 2009 | Emmas film                             | Emma        | corto - junto a Richard Ulfsäter, Victor Ström, Mikael Almqvist y Frida Beckman                          |

### Series de televisión
| Año         | Título                         | Personaje          | Notas                        |
| ----------- | ------------------------------ | ------------------ | ---------------------------- |
| 2014        | Hoppas farfar dör              | Maja               | 7 episodios                  |
| 2014        | Welcome to Sweden              | Lisa               | episodio "Fitting In/Vänner" |
| 2014        | ÄntligenHelg!                  | -                  | -                            |
| 2013        | Biciklo - Supercykeln          | Recepcionista      | -                            |
| 2010 - 2011 | Starke man                     | Jonna Wetterström  | 27 episodios                 |
| 2008        | Oskyldigt dömd                 | Emma Bergqvist     | episodio # 1.11              |
| 2008        | Misses lista                   | Misse              | -                            |
| 2008        | Sthlm                          | Fröken             | episodio "Adam"              |
| 2007 - 2008 | Svensson Svensson              | Lina Svensson      | 26 episodios                 |
| 2007        | Labyrint                       | Camarera           | episodio "Spelets regler"    |
| 2007        | Lögnens pris                   | Stella             | episodio # 1.2 - miniserie   |
| 2007        | Playa del Sol                  | Charlotte Bjerking | episodio # 1.7               |
| 2007        | Tusenbröder                    | Tanja              | 2 episodios                  |
| 1998        | Skilda världar                 | Frida Lindberg     | episodio # 3.69              |
| 1995        | Svarta skallar och vita nätter | -                  | miniserie                    |

### Productora y escritora
| Año  | Título         | Notas                                                         |
| ---- | -------------- | ------------------------------------------------------------- |
| 2016 | Den Enda Vägen | productora y escritora                                        |
| 2014 | Batter         | corto - productora ejecutiva, productora asociada y escritora |

### Apariciones
| Año  | Programa                       | Notas                  |
| ---- | ------------------------------ | ---------------------- |
| 2014 | Intresseklubben                | episodio "Camping"     |
| 2014 | Skilda världar: Vad hände sen? | -                      |
| 2009 | Zulu djævleræs                 | episodio "Landskampen" |
| 2009 | Parlamentet                    | 4 episodios            |